# François Konter
François Konter (Lasauvage, 1934. február 20. – 2018. augusztus 29.) válogatott luxemburgi labdarúgó, hátvéd, edző.

## Pályafutása

### Klubcsapatban
1951 és 1961 között a Chiers Rodange labdarúgója volt. 1961 és 1971 között Belgiumban játszott. Öt idényen át az Anderlecht csapatában szerepelt, ahol négy bajnoki cím és egy belga kupa-győzelem részese volt. 1966–67-ben a Crossing Elewijt, 1967 és 1971 között a KAA Gent játékosa volt.

### A válogatottban
1955 és 1969 között 77 alkalommal szerepelt a luxemburgi válogatottban és négy gólt szerzett. Tagja volt az 1964-ben a Európai Nemzetek Kupájában a negyeddöntőig eljutó csapatnak.

### Edzőként
1971–72-ben a belga Excelsiort Virton, 1972 és 1974 között a RWS Woluwe vezetőedzője volt. 1974-ben hazatért és a Minière Lasauvage szakmai munkáját irányította. 1976 és 1978 között a Fola Esch vezetőedzőjeként dolgozott.

## Sikerei, díjai
Luxemburg
- Európai Nemzetek Kupája
  - negyeddöntős: 1964

 Anderlecht
- Belga bajnokság
  - bajnok (4): 1961–62, 1963–64, 1964–65, 1965–66

- Belga kupa
  - győztes: 1964–65